# Lieja-Bastoña-Lieja 1919
La Lieja-Bastogne-Lieja 1919 fue la 9.ª edición de la clásica ciclista Lieja-Bastoña-Lieja. La carrera se disputó el domingo 28 de septiembre de 1919, sobre un recorrido de 237 km. El vencedor final fue el belga Léon Devos, que se impuso en solitario a la línea de meta de Lieja.  Los también belgas Henri Hanlet y Arthur Claerhout acabaron segundo y tercero respectivamente. Esta edición fue la primera en disputarse después de un paréntesis de seis años por culpa de la Primera Guerra Mundial.  

## Clasificación final
| Posición | Ciclista         | Equipo      | Tiempo   |
| -------- | ---------------- | ----------- | -------- |
| 1        | Léon Devos       | -           | 9h20'30" |
| 2        | Henri Hanlet     | -           | a 2'30"  |
| 3        | Arthur Claerhout | -           | a 6'30"  |
| 4        | Alfons Van Hecke | -           | a 12'40" |
| 5        | Camille Leroy    | -           | s.t.     |
| 6        | Louis Heusghem   | La Sportive | s.t.     |